# 反覆流產
反覆流產（recurrent miscarriage）是指兩次或兩次以上連續流產，過去稱為習慣性流產（habitual abortion），而在醫學研究中較常使用復發性流產（ 或 RPL）。造成不孕症無法懷孕的原因各有不同，然而許多反覆流產的原因仍不清楚。美國生殖醫學學會建議在三次或三次以上流產發生後應進行完整評估。嘗試生育的夫婦中約 1％ 有反覆流產的問題。

## 原因
反覆流產的原因多樣，有些可以治療。有些夫婦不曾找到真正的原因，且通常需要大量的檢查。約有 50-75％ 的反覆流產患者找不到病因。

### 生活方式
雖然一般來說，生活方式與流產風險增加有關，通常不將它列為 RPL 的特定原因，但應盡力協助 RPL 患者解決這些問題。需要特別關注的是長期接觸的毒害，如：吸菸、酒精和藥物。

### 解剖結構
經歷過三次或更多次反覆流產的婦女中 15％ 有的解剖學上的結構缺陷，這些結構缺陷會使妊娠期無法完全進行到順利生產。子宮結構會影響胎兒能否孕育到足月。解剖學上的結構變異很常見，且可能是先天。
| 子宮結構的類型     | 流產率 | 參考文獻     |
| ------------------ | ------ | ------------ |
| 雙角子宮           | 40–79% | [ 8 ] [ 9 ]  |
| 子宮縱隔或單角子宮 | 34–88% | [ 8 ] [ 10 ] |
| 弓形子宮           | 未知   | [ 8 ] [ 10 ] |
| 雙子宮畸形         | 40%    | [ 8 ] [ 10 ] |
| 子宮肌瘤           | 未知   | [ 10 ]       |

#### 子宮頸
在第二孕期，子宮頸沒力或閉鎖不全的問題可能會反覆發生。這種宮頸機能不全，使子宮頸在整個懷孕期間無法保持閉合狀態，並導致流產或早產。

### 染色體異常

#### 易位
配偶之一中有染色體易位或羅伯遜易位會導致胎兒無法生存且最終流產。所以，若是婦女發生反覆流產，伴侶雙方都需要進行核型染色體檢查。
反覆流產之中大約 3％ 是因為父母一方或雙方有染色體異常。儘管患有此類染色體異常者更容易流產，但他們也可能生下正常或異常的嬰兒。

#### 非整倍體
非整倍體可能造成隨機的自發性流產以及反覆流產。非整倍體在高齡備孕者更普遍，代表生殖細胞品質不佳。

### 內分泌疾病
患甲狀腺機能低下症的婦女流產風險會增加。未診斷或控制不佳的糖尿病也會增加流產風險。多囊卵巢綜合症的流產率也較高，可能與高胰島素血症或雄激素過多有關。黃體期的孕酮分泌不足也可能為 RPL 拉開序幕（見下文）。

### 易栓症
易栓症（具有容易血栓形成的體質）可能是造成婦女反覆流產的重要原因之一。最常見的問題是第五凝血因子萊頓變異和凝血酶原 G20210A的基因突變。一些初步研究認為抗凝劑可能會增加懷孕至足月的機會，但是這些研究仍需要更多研究印證才能在臨床廣泛應用。需注意，許多易栓症婦女未經治療也完成一次或多次懷孕，但也有其他人出現妊娠併發症。易栓症可解釋 49–65％ 的反覆流產。

### 免疫因素
因免疫因素導致反覆流產的共同特徵是母親對胎兒的孕期免疫耐受性降低。

#### 抗磷脂症候群
抗磷脂症候群是一種自體免疫疾病，是反覆流產的常見原因之一。大約 15％ 反覆流產婦女有高濃度的抗磷脂抗體。在「第一孕期發生兩次或兩次以上流產」或是「第二孕期發生一次或一次以上流產」的婦女，可能需要做血液抗體檢測排除抗磷脂症候群的可能。被診斷抗磷脂症候群的婦女在之後的懷孕中通常需要接受阿司匹林或肝素的治療，但因為缺乏高品質研究，是否治療仍有爭議。

#### 甲狀腺抗體
抗甲狀腺自體抗體與反覆流產有關，風險增加（勝算比）2.3 倍，95% 信賴區間 1.5–3.5。

#### 子宮內的自然殺手細胞增多
自然殺手細胞（NK 細胞）是一種白血球，它也存在子宮的組織中。過多的自然殺手細胞可能與反覆流產有關，但單純由殺手細胞數量增加或是存在組織內並無法正確預測在之前沒有流產史的女性會不會發生流產。

#### 與父親共享 HLA
早期研究推論與父親共享人類白細胞抗原（HLA）基因可能會增加流產，但目前仍缺乏有續有力的研究證實。

#### 男性特定的次要組織相容性（minor histocompatibility）
母親對男性特定的次要組織相容性（H-Y）抗原的免疫排斥反應，在許多繼發性反覆流產的病例中具有致病作用。繼發性反覆流產是指在反覆流產發生在成功的活產之後。這個效應的一個例子：在繼發性反覆流產「之前」及「之後」出生孩子的男女比例分別為 1.49 和 0.76。

### 卵巢因素

#### 黃體期缺損
黃體期缺損是個複雜問題。這個概念背後的理論依據是黃體無法分泌足夠的孕酮以維持早期妊娠。傳統上需利用子宮內膜切片（如：子宮內膜接受度陣列分析，endometrial receptivity analysis 縮寫 ERA）評估，但是近期研究尚未證實它的有效性。黃體酮補充治療效果的研究仍然不足，但是，目前臨床上仍會依傳統經驗給與補充治療。

### 感染
許多感染症會照成孕婦的單次流產，包括：李斯特菌引起的李斯特菌症（listeriosis）、弓形蟲引起的弓蟲症和某些病毒感染（風疹、單純皰疹、麻疹、巨細胞病毒、克沙奇病毒）。但是，尚無確鑿的研究證明特定感染會導致人類流產反覆發生。瘧疾、梅毒和布魯氏菌病可能會引起反覆流產。

### 慢性子宮內膜炎
已發現由於某些常見細菌引起的慢性子宮內膜炎（chronic endometritis，CE）在某些有反覆流產病史的女性中普遍存在。一個研究發現，被診斷有這個狀況的婦女中，在接受根據抗菌譜使用抗生素治療後，有 71％ 成功治療，而其中 78.4％ 在治療後的一年內懷孕。此研究推論「反覆流產的女性常常合併慢性子宮內膜炎」且「抗生素治療似乎可以改善之後的懷孕結果」。作者總結「不孕婦女，若合併不明原因的反覆流產，應將子宮鏡檢查列入診斷常規」。

## 評估
經陰道超音波檢查已成為早期妊娠時評估胚胎健康狀態的主要方法。
針對非懷孕中但有反覆流產病史的患者，常會進行以下檢查。在流產 2-3 次後通常建議父母雙方的染色體檢查（核型）。針對易栓症、卵巢功能、甲狀腺功能和糖尿病可進行血液檢查。

## 治療
若能找到反覆流產的可能原因，就能採取對應的治療。有反覆流產史的孕婦，抗凝劑治療似乎可以增加抗磷脂症候群患者的活產率，或許可以改善易栓症患者的活產率，但對其它原因不明的反覆流產則沒有療效。一個研究發現，針對患有慢性子宮內膜炎的婦女「使用適當抗生素治療後，生育力可能恢復」。
對原因不明的反覆流產，目前仍無明確治療。多數患者被建議再嘗試受孕，未經治療受孕成功的機率約 60%。但是，每增加一次流產，日後成功懷孕的機會更少，並增加母親的心理和生理風險。此外，針對原因不明的反覆流產，阿司匹林無法預防再發生，免疫治療也沒有確定的療效。針對原因不明的反覆流產，一個開發中的藥物（NT100）正在進行臨床試驗，這個藥物的治療目標在改善孕婦的母嬰免疫耐受性。
某些染色體的問題，雖然可能無法治療，但體外人工受精時利用胚胎植入前遺傳篩選，找出可能再次流產風險較低的胚胎再進行胚胎植入。但體外人工受精並不會改善母嬰免疫耐受的不平衡。
一般建議對有反覆流產史的孕婦，在懷孕期間進行嚴密追蹤。即使採取適當和正確的治療，還是可能再次發生流產，因每次懷孕都有各自的風險與問題。

## 流產的心理影響
流產使婦女受到顯著且常被忽略的心理及精神創傷，對許多人來說，流產代表失去未來的孩子、失去母性，並引發人們懷疑她的繁殖能力。
「反覆流產有巨大的心理影響。進行頻繁討論和同情諮詢等形式的心理支持，是成功評估和治療焦慮夫婦的重要因素。當檢查找不到病因，沒有治療的胎兒活產機會可能仍有 60-80％。因此，對發生找不到原因的反覆流產夫婦，應提供適當的情感支持與保證。」

## 日後相關的疾病
反覆流產與日後併發冠狀動脈疾病的風險（勝算比）約 2 倍、增加卵巢癌的風險、心血管併發症的風險。發生過 1 次、2 次或 3 次流產婦女的總死亡率（all-cause mortality）分別增加 44%、86% 和 150%。
有反覆流產史的婦女，之後懷孕得到妊娠毒血症的風險增加。